# Елизабет Сайферт
Елизабет Сайферт (на английски: Elizabeth Seifert) е плодовита американска писателка на произведения в жанра любовен роман с медицинска тематика. Писала е и под псевдонима Елън Ашли (на английски: Ellen Ashley).

## Биография и творчество
Елизабет Сайферт е родена на 19 юни 1897 г. в Уошингтън, Мисури, САЩ, в семейството на Ричард C. и Анна Санфорд Сайферт. Завършва гимназия в Сейнт Луис. Още от детството си иска да бъде лекар и затова започва да учи медицина в медицинското училище към Вашингтонския университет, където получава бакалавърска степен през 1918 г. Иска да продължи да учи, по поради здравословни проблеми и неодобрение на семейството си напуска след 18 месеца, изкарвайки курсове по анатомия, физиология и диететика. В университета кара курс по творческо писане, на който нейният инструктор прогнозира, че ще стане професионален писател.
През 1920 г. се омъжва за Джон Гаспароти, ветеран и герой от Първата световна война. Имат трима синове и дъщеря.
През 1930 г. здравословното състояние на съпруга ѝ се влошава. За да издържа семейството си тя започва работа като клинична секретарка в малка болница. Там тя събира много истории и детайлно наблюдава дейността на персонала.
Едновременно с работата си започва да пише любовни романи с главни герои доктори и пациенти. Първият ѝ роман „Young Doctor Galahad“ публикуван през 1938 г. печели награда от 10 000 долара от списание „Мийд-Редбук“.
По време на Втората световна война е секретар на Бюрото за социална хигиена. След войната се посвещава на писателската си кариера. Първоначално пише под псевдонима Елън Ашли, но впоследствие книгите ѝ са преиздадени под нейното име.
Елизабет Сайферт умира на 17 юни 1983 г. в Мобърли, Мисури.

## Произведения

### Самостоятелни романи
- Young Doctor Galahad (1938)
- Докторът си избира съпруга, The Doctor Takes a Wife (1940)
- The Doctor's Confession (1940)
- Lucinda Marries the Doctor (1940)
- Dusty Spring (1946)
- The Doctor Dares (1950)
- Pride of the South (1950)
- The New Doctor (1951)
- Woman Doctor (1951)
- Doctor Mollie (1952)
- The Case of Doctor Carlisle (1953)
- Doctor of Mercy (1953)
- Three Lives of Elizabeth (1953)
- The Doctor Disagrees (1954)
- A Doctor in the Family (1956)
- Doctor Mallory (1956)
- So Young, So Fair (1956)
- Take Three Doctors (1957)
- Substitute Doctor (1958)
- Doctor at the Crossroads (1960)
- Doctor Mays (1961)
- Doctor on Trial (1961)
- When Doctors Marry (1961)
- The Doctor Makes a Choice (1962)
- The Doctor's Bride (1962)
- Dr Jeremy's Wife (1963)
- The Honour of Doctor Shelton (1963)
- The Doctor's Family (1964)
- The Doctor's Strange Secret (1964)
- Legacy for a Doctor (1964)
- Doctor Comes to Bayard (1966)
- Doctor Samaritan (1966)
- Surgeon in Charge (1966)
- The Doctor's Return (1967)
- Hegerty M.D. (1967)
- Ordeal of Three Doctors (1967)
- Pay the Doctor (1968)
- The Rival Doctors (1969)
- Doctor's Kingdom (1970)
- Doctor's Two Lives (1970)
- For Love of a Doctor (1970)
- To Wed a Doctor (1970)
- Bachelor Doctor (1971)
- Doctor in Judgement (1971)
- The Doctor's Second Love (1971)
- Bright Coin (1972)
- The Doctor's Reputation (1972)
- Doctor's Destiny (1972)
- Old Doc (1973)
- Orchard Hill (1973)
- Army Doctor (1973)
- Bright Banners (1973)
- Bright Scalpel (1973)
- A Certain Doctor French (1973)
- Challenge for Dr. Mays (1973)
- Doctor Ellison's Decision (1973)
- A Doctor for Blue Jay Cove (1973)
- Doctor Woodward's Ambition (1973)
- Glass and the Trumpet (1973)
- A Great Day (1973)
- Hospital Zone (1973)
- Miss Doctor (1973)
- The Story of Andrea Fields (1973)
- Thus Doctor Mallory (1973)
- The Doctor's Private Life (1973)
- The Two Faces of Doctor Collier (1973)
- Doctor Jeremy's Wife (1974)
- Marriage for Three (1974)
- A Call for Dr. Barton (1974)
- Doctor Scott, Surgeon on Call (1974)
- Doctor's Husband (1974)
- Hometown Doctor (1974)
- Katie's Young Doctor (1974)
- Love Calls the Doctor (1974)
- Doctor in Love (1974)
- The Doctor's Daughter (1974)
- Doctor Jamie (1975)
- Doctor's Affair (1975)
- Four Doctors – Four Wives (1975)
- Doctor with a Mission (1976)
- The Doctor and Mathilda (1976)
- Doctor's Desperate Hour (1976)
- Two Doctors and a Girl (1976)
- Doctor Tuck (1977)
- The Doctors on Eden Place (1977)
- The Doctors Were Brothers (1978)
- Rebel Doctor (1978)
- Homecoming (1979)
- The Doctor's Promise (1979)
- Problems of Doctor A (1979)
- Hillbilly Doctor (1981)
- Doctor's Healing Hands (1982)
- Two Doctors, Two Loves (1982)
- Doctor Hegerty (1984)
- Doctor's Orders (1985)
- The Strange Loyalty of Doctor Carlisle (1986)
- Doctor Bill (1988)